# Veiga Valle
José Joaquim da Veiga Valle (Arraial da Meia Ponte, atual Pirenópolis, 9 de setembro de 1806 – Goiás, 24 de janeiro de 1874), em geral conhecido simplesmente por Veiga Valle, foi um artista escultor e dourador ativo em Goiás, no Brasil. 

## Vida

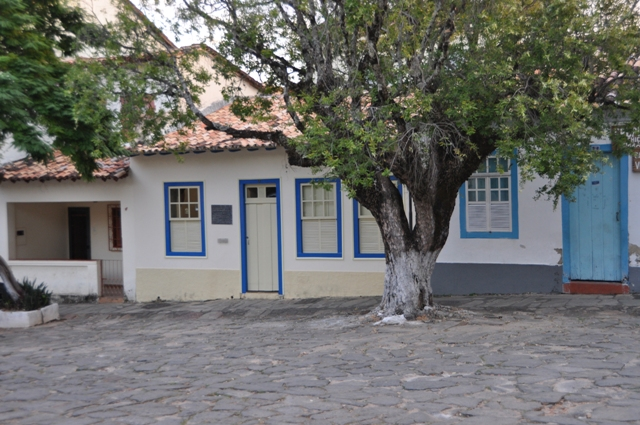
Casa onde viveu Veiga Valle, no largo do Rosário, na cidade de Goiás

Sua formação artística é pouco conhecida e supõe-se que seja autodidata. Nascido em Meia Ponte, exerceu vários cargos públicos, como vereador, juiz municipal, major da Guarda Nacional e ingressou na Irmandade do Santíssimo Sacramento, até mudar-se para a cidade de Goiás em 1841, mesmo ano em que se casou com Joaquina Porfiria Jardim, filha do então governador, José Rodrigues Jardim. Lá, trabalhou na douração dos altares da igreja matriz, passando a trabalhar depois com a escultura de imagens sacras, atendendo a várias igrejas e irmandades de Goiás. Entre seus filhos, pelo menos um foi também escultor, Henrique da Veiga Vale, que trabalhou na cidade de Goiás e posteriormente em Cuiabá.
Sua obra começa a ser estudada a partir da década de 1940, quando são feitas catalogações de sua obra, além de exposições, como a no Museu de Arte de São Paulo. Veiga Valle esculpia imagens em geral usando o cedro, sua espécie preferida de madeira para a escultura. Pela época em que viveu, seria de se supor que suas esculturas apresentassem estilo neoclássico, o que não aconteceu provavelmente pelo isolamento da província de Goiás naquela época, fazendo com que o barroco perdurasse por bastante tempo. Parte de sua obra está hoje no Museu da Boa Morte.

## Sua obra

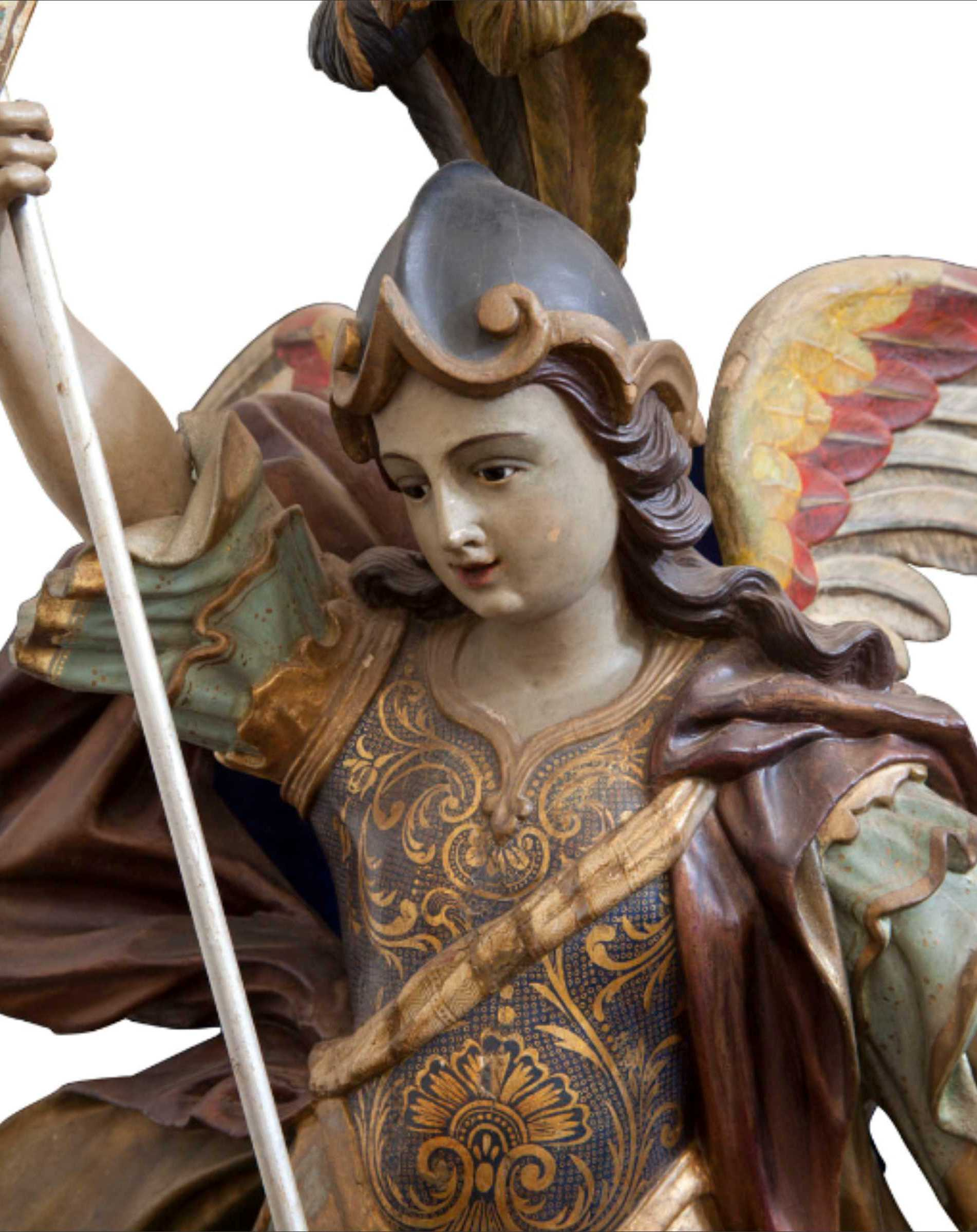
São Miguel Arcanjo, escultura em cedro, policromada e dourada, no Museu de Arte Sacra da Boa Morte, em Goiás

Na sua trajetória de santeiro, o artista produziu uma variedade imensa dos mais diversos santos, de acordo com a devoção de cada pessoa que encomendava. Destacam-se as Madonas, representadas por Nossa Senhora da Conceição, d´Abadia, dos Remédios, das Dores, da Penha, do Bom Parto, das Mercês, da Guia, do Carmo, do Rosário e da Natividade. No tocante aos santos, o maior número de motivos são os Meninos Jesus, pela propagação das festas natalinas, época em que as famílias faziam o presépio, dos mais modestos aos mais sofisticados, costume que ainda perdura na família vila-boense. Há preferência, também, por Santo Antônio, pela tradição de ser o santo casamenteiro e por São José de Botas, por ser o padroeiro dos bandeirantes e desbravadores. Os outros motivos são encomendas de devoção popular.
Veiga Valle vivia também do produto de sua arte, recebendo encomendas de fora, conforme inúmeras cartas existentes no relatório do artista João José Rescala, enviadas ao Serviço do Patrimônio Histórico e Artístico Nacional em 1940 (atual Instituto do Patrimônio Histórico e Artístico Nacional). Essas cartas trazem muitas outras informações, confirmando a capacidade do artista, seu bom gosto e o conhecimento de sua pessoa como artista na Província, principalmente como santeiro respeitado.